# IXS エンタープライズ
IXS-110 エンタープライズ （IXS-110 Enterprise）は、アメリカ航空宇宙局（NASA）のある研究チームが提示した、遠未来の恒星船のコンセプトデザインで、理論上の実現可能性が検討されている一種のワープを採用したものとされている。

## 概要
NASAの「Advanced Propulsion Team」を先導するハロルド・ホワイトがワープを使用する宇宙船として提示したもので、スタイリングデザインにはスタートレック関連イラスト作品を数多く描いているアーティストのマーク・レドメーカーが参加した。構想は2010年から開始されたものといい、2013年11月に発表された。製作には1600時間以上の時間がかけられたという。
ワープには船体を囲むように配置された2基のリングに主要機器を設置したアルクビエレ・ドライブを用いるとしている。
基本コンセプトは、スタートレックの作品世界内で21世紀（少なくとも2143年以前）に建造・活躍した設定となっている「XCV-330 USSエンタープライズ」から取られている。中央に配置された居住部と、安全などのためにそこから離されてリング状に配置された、何らかの恒星間航行のための巨大なシステムを搭載したリングといったような構成の恒星船のイメージは、SF設定ではさほど珍しいものではないが、XCV-330の原型からのハロルド・ホワイトによるアレンジとしてはリングがごく薄い円筒状から太いドーナツ状に変更されたことなどが挙げられる。